# Nam Bì
Nam Bì (chữ Hán giản thể: 南皮县, âm Hán Việt: Nam Bì huyện) là một huyện thuộc địa cấp thị Thương Châu, tỉnh Hà Bắc, Cộng hòa Nhân dân Trung Hoa. Huyện có diện tích 836 ki-lô-mét vuông, dân số năm 1999 là 345.210 người..Mã số bưu chính của Nam Bì là 061500. Nam Bì có nhiệt độ trung bình năm 13,4℃，nhiệt độ bình quân tháng 1 là -4,4℃，bình quân tháng 7 là 26,6℃. Độ cao từ 7–13 m. Thời Xuân Thu, Tề quốc và Yên quốc tranh chấp khu vực này, thời nhà Tần lập huyện Nam Bì thuộc quận Cự Lộc, năm 202 trCN, Hán Cao Đế đặt huyện này thuộc quận Bột Hải, năm đầu Duyên Quang Đông Hán (trCN 122) đặt quận lỵ Bột Hải tại Nam Bì.